# Beni (cognome)
Beni è un cognome di lingua italiana.

## Varianti
Benaglia, Benaglio, Benanti, Benassai, Benassi, Benati, Benatti, Benazzi, Bene, Benecchi, Benella, Benelli, Benetti, Benettini, Benetto, Benetton, Benettoni, Benin, Benini, Benino, Benizzi, Benoli, Benolli, Benotti, Benotto, Benozzi, Benucci, Benuzzi, Del Bene, Nozzi, Nozzoli, Nozzolini, Nucci, Nuzi, Nuzzi.

## Origine e diffusione
Il cognome è tipicamente toscano, con presenze in tutto il centro-nord Italia.
Potrebbe derivare dal termine latino bonum, "buono", da cui anche il cognome Boni.
Le varianti Benelli e Benini sono molto diffuse; Nozzi e Nozzoli compaiono in Toscana.

## Persone
- Carlo Beni (1849-1932) – avvocato, naturalista, politico e storico italiano
- Dario Beni (1889-1969) – ciclista italiano